# Lintot-les-Bois

Lintot-les-Bois este o comună în departamentul Seine-Maritime, Franța. În 1 ianuarie 2022 avea o populație de 197 de locuitori.